# スーザン・ハンティントン・ギルバート・ディキンソン

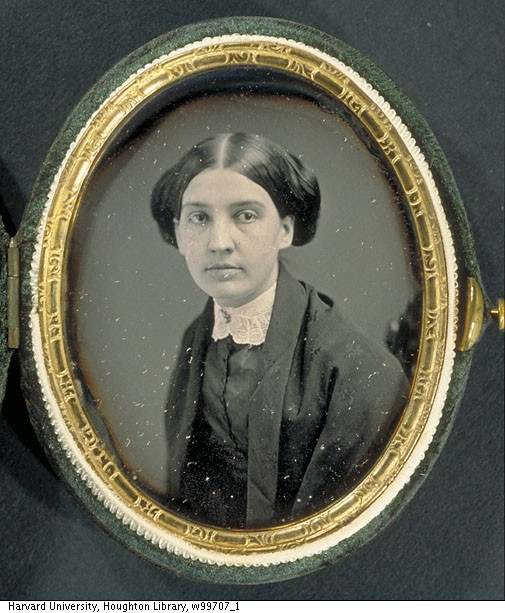
若いスーザン・ディキンソンのダゲレオタイプ。Dickinson Family Photographsより（MS Am 1118.99b）。ハーバード大学ホートン図書館。

スーザン・ハンティントン・ギルバート・ディキンソン（英語: Susan Huntington Gilbert Dickinson 1830年12月19日 - 1913年5月12日）は、アメリカ合衆国の作家、詩人、旅行者、編集者であり、エミリー・ディキンソンの義姉（兄ウィリアム・ディキンソンの配偶者）。

## 生涯

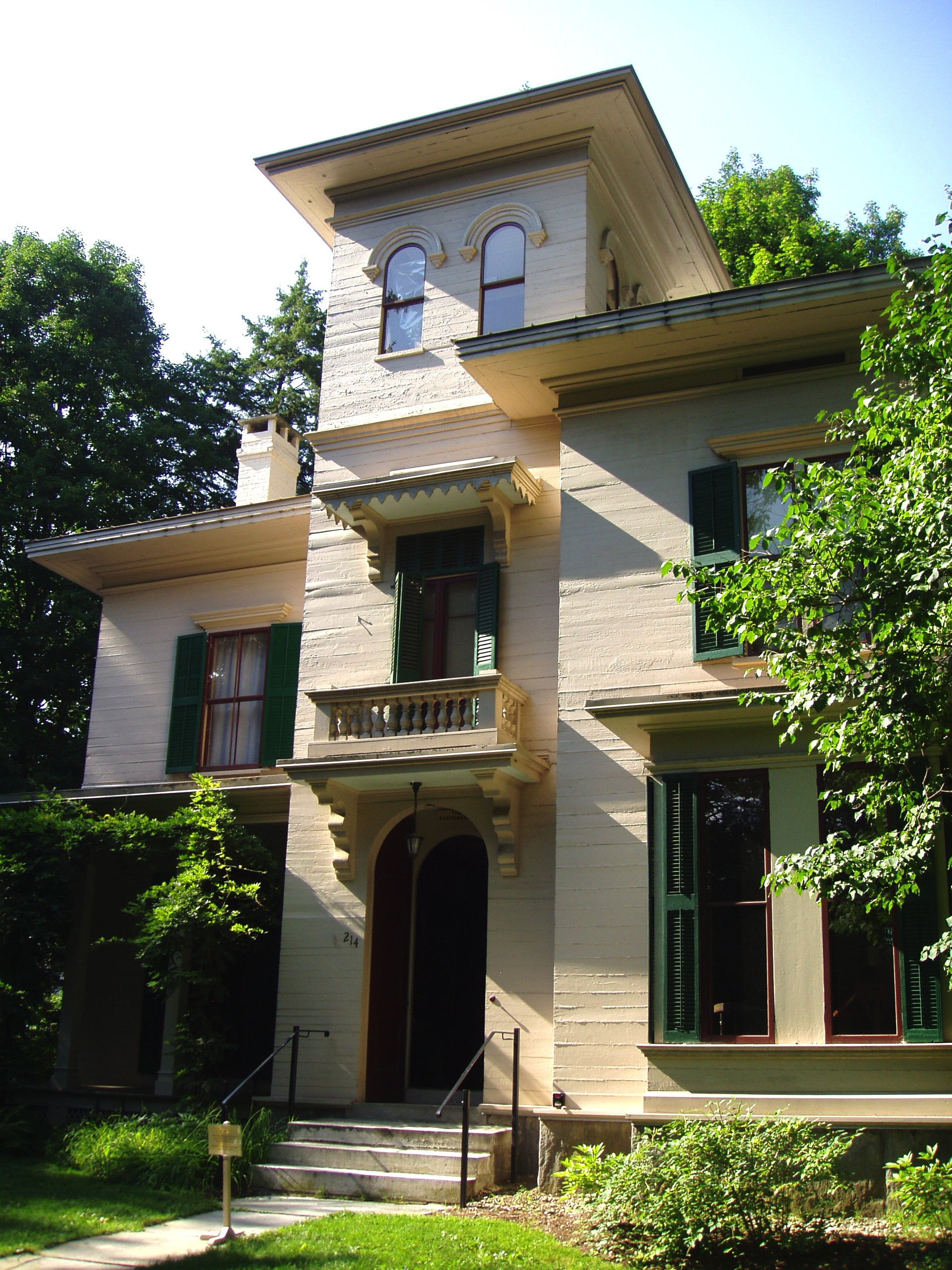
スーザンとオースティン・ディキンソンの生家であったエバーグリーンズ。2021年現在、アマースト市立エミリー・ディキンソン博物館（Emily Dickinson Museum of Amherst）。

1830年12月19日、マサチューセッツ州ヒストリック・ディアフィールドで6人の子供の末っ子として、トーマス・ギルバートとハリエット・アームズ・ギルバートの間に生まれる。1835年に母親を亡くし、1841年に父親が亡くなると10歳で孤児となる。その後、姉達と共にニューヨーク州ジェニーバに住んでいた叔母のソフィア・アームズ・ヴァンフランケンに引き取られ、ユティカ・フィメール・アカデミーに通った。16歳（1847年）の夏の間のみ、長姉が住んでいたアマーストを訪れ、アマースト・アカデミーに通っている。1848年に母校を離れてアマーストに戻り、終生、この地で暮らすこととなる。1853年に地元でオースティン・ディキンソンと出会って婚約し、1856年7月1日、ヴァンフランケン叔母の家で「ごく少数の友人と（スーザンのみの）兄弟姉妹と、小さなケーキ、小さなアイスクリームだけが用意された静かな結婚式」を挙げた。夫妻はミシガン州への移住を考えていたが、オースティンの父親エドワード・ディキンソンは若夫婦を留まらせるため、息子を法律事務所の共同経営者に据え、自宅の隣にオーダーメイドの家「エバーグリーンズ」を建てさせた。スーザンは新居のエバーグリーンズに揃えた高価な調度を、兄弟が出し合った持参金で整えている。オーク材のサイドボードを備えたショーケースを特注し、緑の大理石の暖炉を設けて彫刻『キューピッドとプシュケ』（アントニオ・カノーヴァ作）を飾り、ゴシック様式の椅子やヴィクトリア朝様式の絵画に囲まれ、スーザンは多くの来客をもてなした。スーザンとオースティンには3人の子供がいた。長子ギブと末子ネッドは母スーザンよりも早く亡くなった。
- エドワード・"ネッド"・ディキンソン（1861年-1898年）
- マーサ・"マティー／またはモプシー"・ディキンソン（1866年-1943年）
- トーマス・"ギブ"・ギルバート・ディキンソン（1875年-1883年）

## 世間の評価
スーザンの人柄と性格は、「マサチューセッツ州西部で最も優雅な女性」、「鋭敏で国際的」、「軽薄、詮索好き、冷酷」、エミリーにとっての「最も良い読者であり、感覚の鋭い編集者」 などと表現されている。また、エミリーの死後、詩が出版される際にはスーザンが詩の編集を拒否したと考えられており、「非常に知覚が鋭く、時に指導者」であった。

## スーザンとエミリー

### 関係性
スーザンはエミリーから愛情を込めて「ドリー」と呼ばれ、以下の表現を特徴とする絶え間ない賞賛を受けていた。
- 「太陽の雪崩」[10]
- 「ジブラルタルからの息吹」、「難攻不落の音節」[13]
- 「魂のドミンゴ（安息日）」[14]
- 「想像力そのもの」[17]
- 「（彼女の言葉は）銀の系譜」[20][21]

19世紀のアメリカでは、女性が文学および芸術に寄せる社会的貢献に大きな制限が課せられたことともあいまって、スーザン・ディキンソンと義妹との55〜56年にわたる重要な関係は、スーザンの性格とライフストーリーとともに争点となり、物議を醸すようになった。2021年現在、アメリカ合衆国内の大衆は概ね、スーザンとエミリーの関係はロマンティックなものであったと捉えられている。

### 文書のやりとり
エミリー・ディキンソンは、スーザンへの愛を、ダンテのベアトリーチェへの愛、スウィフトのステラへの愛、ミラボーのソフィー・デ・ラフェイへの愛と比較したり、スーザンへの薫陶をシェイクスピアへの愛と比較するなどして、多くの比喩表現によりスーザンへの愛を書き表している。エミリーは執筆においてスーザンの意見を非常に重要視しており、ふたりは詩に関する理論を同じくしていた。スーザンはエミリーへの手紙で『Safe in their Alabaster Chambers』の1節目を賞賛する際、「詩を読んだ後はいつも火で暖を取るが、もう私は二度と暖まることなどできない」と記している。後年エミリーはトーマス・ウェントワース・ヒギンソンへの手紙に、スーザンの言葉を模倣するように「本を読んで、全身が冷たくなり火でも暖まらない時。その時にそれが詩だとわかる。」と記した。
現存するスーザンの文書には、気配りのある母で友人という人物像を示す何百もの手紙のほか、勇敢な看護師として務めたことや建築の芸術など多様な主題に関する多数のエッセイ、秋を祝うリパブリカン発行のエッセイ『Autumn's Divine Beauty Begins』に寄せた書評などがある。アーサー・シャーバーン・ハーディのWind of Destinyについての研究では、スーザンはこの作品について、「読者の愚かさを前提としないが、適度な心の教養と想像力を必要する、最も爽快な作品である」としている。この発言は、スーザンがエミリーにとってとても重要な聴衆であった理由を特徴づけている。ビクトリア女王への賛美歌を集めることに加えて、スーザン自身の著作は強く先駆的な女性を称賛している。エリザベス・ブラックウェル（米国で最初の女性医師。女性に職業を開放するために働いたことでも知られている。）についての回想録では、「もちろん女性たちは（エリザベスが女性の領域の外で活動をすることを）嘆いた」という記述もありながら、彼女のことを非常に賞賛しており、スーザン自身の知識の探求の文脈の中でエリザベスの人生の道のりについて語っている。

### エミリーの死
ディキンソンの学者マーサ・ネル・スミスは以下のように書いている。

スーザンはエミリーの亡骸に自身がデザインしたシンプルなフランネルの服を着せて白い棺に収め、首にはアツモリソウとスミレ（忠実さを象徴する）を、手元には2つのヘリオトロープ（献身を象徴する）を添えた。スーザンは、シンプルな儀礼を行うことで深い意味をもたせたのである。エミリーの亡骸に対するこの最後の行為は、「ふたりの分かち合った人生、彼らの深く複雑な親密さ」と、ふたりがその親密さの「死後の復活」を予期していることを強く示している ; 。エミリーへの追悼文では、家族や隣人、そして最も真剣な目的と高い野心を持っていた執筆活動に身を捧げた、強く素晴らしい女性の姿を愛情たっぷりに描いた。その追悼文では、最愛の友人を失い疲れ果てているとも述べているものの、ヒギンソンが『エミリー・ディキンソン詩集』（1890年出版Poems ）導入部分に使用したがったほどの詩が挿入されている。スーザンは、追悼文が読者の注目を作家としてのエミリー、そして彼女の言葉が生き続けるという事実に向けているのだと結論付けている。娘マーサの文書の中には、下記の同じ4行の詩が、ディキンソン家の式典、おそらくスーザン自身の葬式の締めくくりに再び使用された証拠が残っている。

Morns like these we parted;

Noons like these she rose, 

Fluttering first, then firmer, 

To her fair repose. 

## 出版物

### ディキンソンの作品
学者たちは、エミリー・ディキンソンとスーザン・ディキンソンの間の文学的な関係は、エミリーが作家であり、スーザンが読者のようなものであると想定していたが、スーザン・ハンティントン・ギルバート・ディキンソンは、生涯を通じて絶えずエッセイ、書評、ジャーナル、詩、手紙、記念碑を書いており、備忘録や、自身がスプリングフィールド・リパブリカンで出版した作品のスクラップブックのほか、ビクトリア女王や、好きな詩、エッセイ、小説の切り抜きなども作成している。ディキンソンは「スージー」が日記をつけていることに熱狂し、「自分の費用でそれを手に入れたい」と記した。エバーグリーンズで見つかった文書からは、75歳だった1900年代初頭にヨーロッパ旅行をしていることが発見されている。スーザンは年配の旅行者、また熱心な作家として、パリ、ニース、ケルン、チューリッヒ、ヴェローナ、ヴェネツィア、フィレンツェ、ローマ、ハーグ、ロンドンを訪れ、教会の建物の建築の威厳とアルプスの峰の崇高な美しさを楽しみ、目にしたものと新旧の知人との出会いを、文学的、あるいは詩的に記録した。
スーザンは生涯を通じて日記をつけているほか、『スプリングフィールド・リパブリカン』紙に「A Hole in Haute Society」（1908年8月2日）、「The Passing of Zoroaster」（1910年3月）、「The Circus Eighty Years Ago」（1900年台初期）、「The Case of the Brannigans」などの記事をいくつか寄稿した。1903年1月にはローマにて、同紙の編集者宛ての手紙という形式で、ハリエット・エリザベス・プレスコット・スポフォードの初期の作品について長い批評文を書き、発表した。この批評文の中で、スポフォードの初期の作品の再出版を主張しており、「義理の姉、エミリー・ディキンソン」を権威として引用し、エミリーの読者が寄せた反応を繰り返し記している。また、プレスコットの『Circumstance』に対する批評の中で、「愛は死よりも強い」というディキンソンの表現を引用している。1980年代にようやく公表された原稿『Annals of the Evergreens』の冒頭でプレスコットの『Pomegranate Flowers』を賞賛しており、読書や多様な来客などエバーグリーンズにおける文化交流の豊富な生活について描いた。同書には、編集者のサミュエル・ボウルズ、その妻メアリー、友人のマリア・ホイットニー、ジョサイア、エリザベス・ホランド、判事のオーティス・P・ロードらとの「新鮮なアスパラガス」や「自家菜園のサラダ」を使ったランチや、「とてもおいしいラム肉とイチゴ」を使ったディナーなど、ディキンソンの人脈でも親密な関係にあった人物たちも登場し、賛美歌の演奏とヴィニー（エミリーの妹ラヴィニア）が「最も優れた芸術的パフォーマンス」を披露したことが懐かしく語られている。

### エミリーの出版物へのスーザンの関与
スーザンは自身をよく知る人々から、エミリーの詩を迅速に出版しなかったことを厳しく批判された。1890年、ヒギンソンへの手紙の中で、スーザンは「初期の手紙にある彼女（エミリー・ディキンソン）の詩の多くは、グンドロディとベッティン（・フォン・アーニム）との手紙をはるかにしのぐものだ。ー もちろん、出版して批判を回避するべきではあった。」と述べている。1891年3月にウォードに宛てた手紙では、1890年版の『Poems』で省いた「エミリーのウィットに富んだユーモラスな面を示すイラスト」も収録した新版の『Poems』の構想を練っている。
スーザンは、ヒギンソンとトッドが制作した19世紀後半の詩集の典型よりも、より全体的なボリュームを描いている。スーザンの詩集は、深い歌詞だけでなく、絵やジョークで満たされていただろうし、制作概要を見ると、詩を「人生」、「愛」、「時間と永遠」、「自然」という従来のカテゴリーに分けず、詩が日常的な経験と統合していること、エミリーの知的能力、精神的、肉体的、感情的、精神的な領域に対する哲学的な問いかけを強調したであろうと考えられる。出版された詩集に対するスーザンの批判や、エミリーの文章を「オークション」に出すために自分ならどう演出するかという記述は、印刷やスクリーンの機械的でハイテクなイメージに浸っている20世紀後半の読者にとって、スーザンとエミリーが常に参加していた19世紀の手稿文化の交流への道筋となる。

## 詩

### スーザンの詩

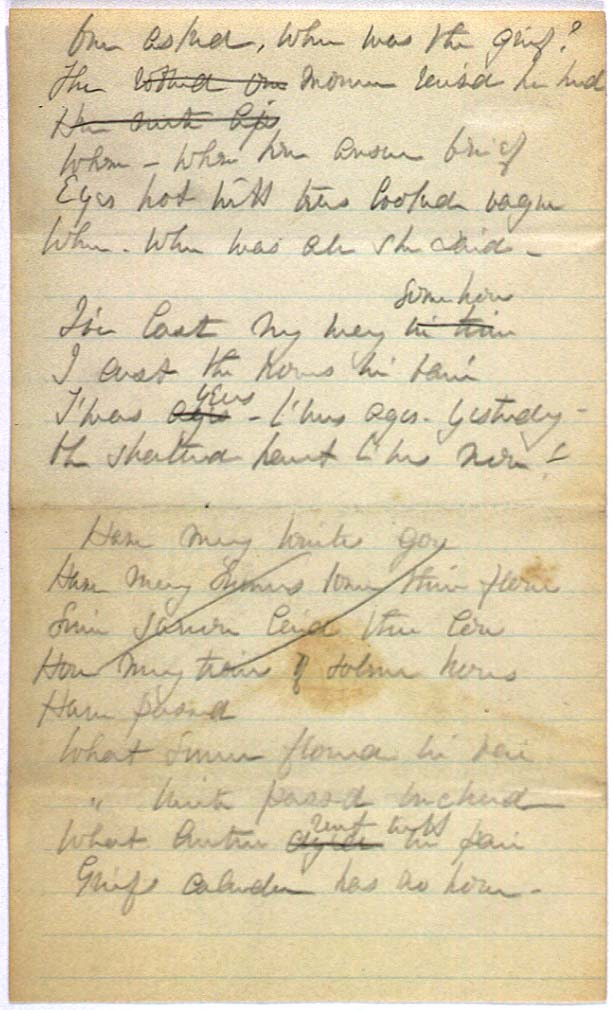
スーザン・ディキンソンの詩の手書きの原稿『One asked, when was the grief』。末っ子のトーマス・"ギブ"・ギルバート・ディキンソンの死後に書かれた可能性がある詩。[http://archive.emilydickinson.org/susan/tgrief.html スーザン・ディキンソンによる執筆

作品や物語を出版することに加えて、スーザンは少なくとも1つの詩『Love's Reckoning』をリパブリカンから出版しており、他にも次のように、詩作は多数ある。
- "One asked, when was the grief?"[41]
- "I'm waiting but she comes not back"[42]
- "The Sun always kept low"
- "The days when smiles over tears will prevail"[43]
- "When death with his white fingers"[44]
- "There are the autumn days of the Spring"
- "Hyssop"[45]
- "Amor"[46]
- "Of June, and her belongings"[47]
- "Irony"（別題"Crushed before the Moth"）[48]
- "Minstrel of the passing days"[49]
- "Valentines Day"[50][51]

『Oh』と『ADirge』（『Feb / 95』）の下書きは、スーザンのフィレンツェの備忘録に記録されている。エミリーの詩よりも慣習的な形式ではあるが、スーザンの詩は多くの同様のテーマを扱っている。『There are autumn days of the Spring』は、『These are the days when Birds come back』と『The Crickets / sang / And set the Sun』を明確に反映しており、『The Sun kept low as an oven』は、『Blazing in Gold - and Quenching - in Purple!』と『The sun kept stooping - stooping - low』の『Stooping as the kitchen window』を思い起こさせる。スーザンの『The Crickets sang / And Set the Sun』には、エミリーの作品に対するスーザンの返事が数行書かれている。

I was all ear  

and took in strains that

might create a seal 

under the ribs of death
—ジョン・ミルトン作『Comus』より、一節を引用。

Despair is treason 

towards man 

and blasphemy 

to heaven.
—ウォルター・スコット作『Redgauntlet』の引用

### 自然的、精神的なインスピレーション

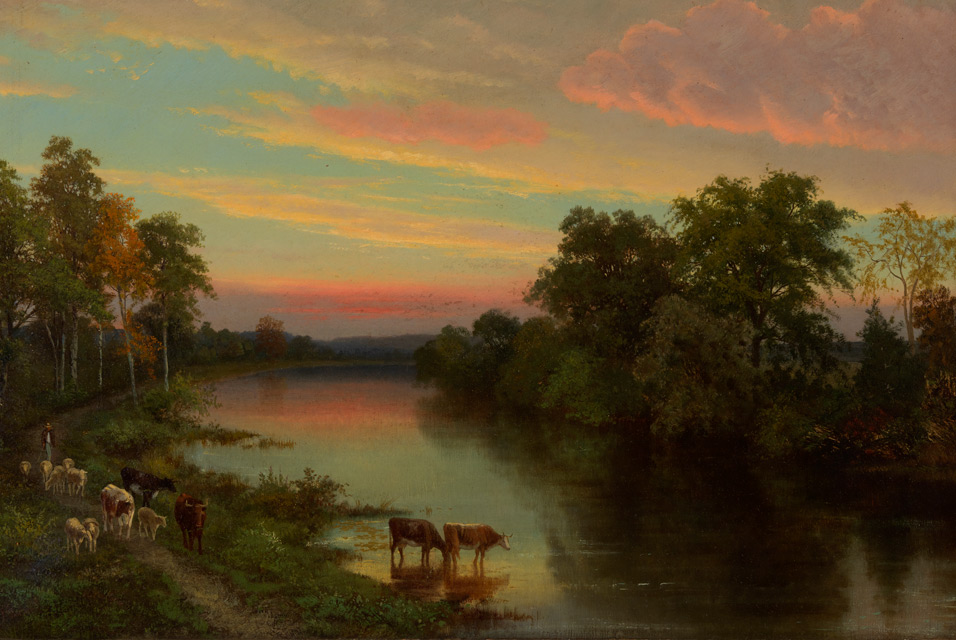
ジョン・フレデリック・ケンセット、Sunset with Cows、1856年。キャンバスに油彩、エミリー・ディキンソン美術館

スーザンの多くのタイトルや日記、書評の題材からも明らかなように、スーザンの感性には自然への深い愛情と感謝が浸透しており、スーザンは明らかに自然界の素晴らしさ、「常に適格なエデン」に焦点を当てた芸術を好んでいた。エバーグリーンズでは、ジョン・F・ケンセットの『Sunset with Cows』（1856年）の裏にスーザンの名前が書かれており、スーザンの手書きの詩の中には、この絵に直接反応したようなものがある（"I'm waiting but the cows not back."）。スーザンの自然に対する思い入れは、宗教的、精神的なものと言えるほど強いものであり、スーザンは10代後半から大人になっても敬虔な宗教心を持ち続けていたと言われている。人生の後半、スーザンはますますアングロ・カトリックの儀式に傾倒し、ローマ・カトリック教徒になることも考えたが、しかし、フレデリック・ダン・ハンティントン主教が「ハーバード大学のユニテリアニズムを捨てて、アメリカ聖公会の僧衣を身にまとっていた」ために思いとどまったという。スーザンは宗教的献身から、1880年代の6年間、ほぼすべての安息日に、アマーストからほど近い現在のベルチャータウンにある貧しい村、ログタウンで日曜学校を開いていた。